# Mannstedt
Mannstedt is een plaats en voormalige gemeente in de Duitse deelstaat Thüringen, en maakt deel uit van de Landkreis Sömmerda.
Mannstedt telde in 2003 in totaal 414 inwoners.

## Geschiedenis
Mannstedt maakte deel uit van de Verwaltungsgemeinschaft Buttstädt tot dit op 1 januari 2019 opgeheven werd en de gemeenten samengingen in de gemeente Buttstädt.
Buttstädt · Ellersleben · Eßleben · Großbrembach · Guthmannshausen · Hardisleben · Kleinbrembach · Mannstedt · Olbersleben · Rudersdorf · Teutleben